# Cadmus Marcellus Wilcox
Pour les articles homonymes, voir Wilcox.
Cadmus Marcellus Wilcox (20 mai 1824 - 2 décembre 1890) est un officier de carrière de l'armée des États-Unis qui a servi lors de la guerre américano-mexicaine et aussi un général confédéré au cours de la guerre de Sécession.

## Avant la guerre
Wilcox naît dans le comté de Wayne, en Caroline du Nord. Un de ses frères, John Allen Wilcox (en), servira plus tard lors du premier congrès confédéré (en) en tant que représentant du Texas. La famille déménage dans le comté de Tipton, au Tennessee, lorsque Cadmus n'a que deux ans. Il est élevé et éduqué dans le Tennessee, étudiant à l'université de Cumberland avant d'être nommé à l'académie militaire de West Point venant du district de Memphis. Il est diplômé en 1846, 54e sur 59 cadets, et est breveté second lieutenant dans le 4th U.S. Infantry le 1er juillet 1846. Parmi ses camarades de West Point, se trouvent les généraux de la guerre de Sécession George B. McClellan et Thomas J. Jackson.
Avec la guerre américano-mexicaine déjà en cours, Wilcox rejoint le 4th Infantry dans la ville mexicaine de Monterrey en 1847. Il est nommé aide auprès du major général, John A. Quitman, agissant à titre d'adjudant lors de la bataille de Veracruz et de la bataille de Cerro Gordo. Pour bravoure à la bataille de Chapultepec, en action à la porte de Belén, et à la bataille de Mexico, Wilcox reçoit brevet de premier lieutenant le 13 septembre 1847.
Une fois la guerre avec le Mexique terminée, Wilcox est promu premier lieutenant le 24 août 1851. À l'automne de 1852, Wilcox est affecté à West Point pour servir d'assistant instructeur en tactique militaire, un poste qu'il occupe jusqu'à l'été 1857, lorsque, compte tenu de sa santé défaillante, il est envoyé en Europe pour une période de douze mois de permission. À son retour à West Point, il publie un manuel sur les fusils et le tir de carabine, qui devient le manuel standard sur le sujet. Wilcox traduit également et publie un ouvrage sur l'évolution de l'infanterie telle qu'elle est pratiquée dans l'armée autrichienne.
Il est affecté dans le territoire du Nouveau-Mexique en 1860, et est promu capitaine dans le 4th Infantry le 20 décembre 1860.

## Guerre de Sécession
Alors qu'il sert dans le territoire du Nouveau-Mexique en juin 1861, Wilcox apprend la sécession du Tennessee. Après avoir remis à sa démission de l'armée des États-Unis (acceptée le 8 juin 1861), il part pour Richmond, en Virginie, où il est nommé capitaine d'artillerie dans l'armée confédérée, le 16 mars 1861. Plus tard, il est promu colonel et commandant du 9th Alabama Infantry Regiment (en) Regiment le 9 juillet 1861.
Wilcox a rejoint l'armée de la Shenandoah du brigadier général Joseph E. Johnston avec son régiment le 16 juillet 1861, et marche vers Manassas pour renforcer l'armée du Potomac du brigadier général P.G.T. Beauregard, juste avant la première bataille de Bull Run, le 21 juillet 1861.
Le 21 octobre 1861, il est promu brigadier général et est nommé au commandement d'une brigade comprenant les régiments d'infanterie : le 3rd Alabama, le 1st Mississippi, et le 1st Virginia avec une batterie d'artillerie. La brigade est affectée à la division du major général James Longstreet du premier corps de l'armée de Virginie du Nord. Au cours de la campagne de la Péninsule de 1862, Wilcox joue un rôle de premier plan lors de la bataille de Williamsburg, le 5 mai 1862.
Lors de la bataille de Seven Pines de 1862, Wilcox commande deux brigades, et à la bataille de Gaines's Mill, le 27 juin, il en dirige trois - la sienne, celle de Featherston, et celle de Pryor. Le 30 juin, à la bataille de Glendale pendant la bataille des Sept Jours, pratiquement tous les commandants des régiments sous les ordres de Wilcox sont tués, et Wilcox a lui-même ses vêtements transpercés par six balles, mais en quelque sorte, il échappe aux blessures. Les pertes de la brigade de Wilcox sont plus lourdes lors de la bataille des Sept Jours que de toute autre brigade de la division de Longstreet. Après la promotion en commandant de corps de Longstreet, Wilcox obtient la moitié de sa division. Il la conduit lors de la deuxième bataille de Bull Run, mais est tenue en réserve et ne voit aucune action sérieuse. Dans la campagne du Maryland, Wilcox retourne au commandement d'une brigade et sa division fusionne avec celle de Richard H. Anderson. Il tombe malade et passe la bataille d'Antietam au repos à Martinsburg, en Virginie, laissant le colonel Alfred Cumming (en) au commandement de sa brigade lors de cette bataille.
Faisant partie de la division du major général Richard H. Anderson lors de la bataille de Chancellorsville, en mai 1863, la brigade de Wilcox contribue à retarder le VI corps de l'Union lors de sa marche vers l'ouest de Fredericksburg, en Virginie, la ralentissant à la bataille de Salem Church. Peu de temps après la bataille, Wilcox et sa brigade sont rattachés avec la division d'Anderson au troisième corps d'armée nouvellement créé, sous les ordres du lieutenant général. A. P. Hill le 30 mai 1863.

### Gettysburg

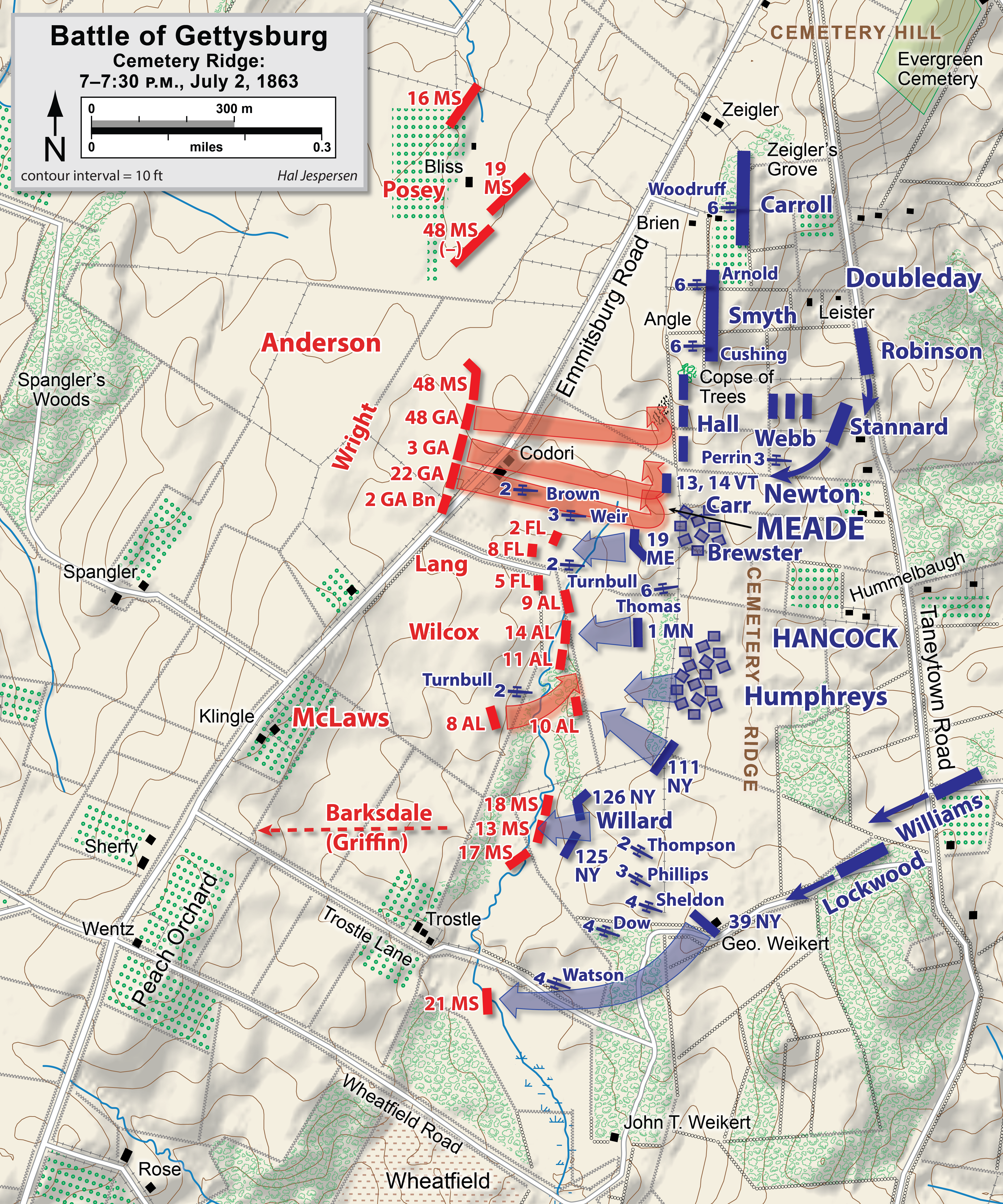
Attaque de la division d'Anderson le 2 juillet

Wilcox et son commandement participe à la bataille de Gettysburg, à l'été 1863. Lors des combats de la deuxième journée, le 2 juillet, sa charge contre la ligne de l'Union affaiblie rencontre (et est repousée) par une contre-charge suicidaire et héroïque du 1st Minnesota Infantry.
Le troisième jour de la bataille, au cours de la charge de Pickett, sa brigade sert de soutien sur le flanc droit de la division de son camarade de promotion de West Point le major général George Pickett. Les tirs de l'artillerie lourde de l'Union, en particulier ceux des canons placés sur Cemetery Ridge sous les ordres du lieutenant colonel Freeman McGilvery (en), rompent facilement l'assaut de Wilcox, qui a ordonne à la brigade de se retirer.
Avec la mort de Dorsey Pender à Gettysburg, Wilcox est promu major général le 3 août 1863, et reçoit le commandement de la division de Pender au sein du troisième corps de Hill. Le nouveau commandement de Wilcox comprend la brigade de Caroline du Nord de Lane, la brigade de Géorgie de Thomas, la brigade de la Caroline du Sud de McGowan, et la brigade de Caroline du Nord de Scales.
Pour le reste de la guerre, la division de Wilcox connaît de violents combats de la campagne de l'Overland jusqu'à Appomattox court House. Pendant les derniers jours du siège de Petersburg en 1865, l'ultime combat de Wilcox le 2 avril à fort Gregg permet de retarder les forces de l'Union assez longtemps pour que Longstreet manœuvre en position pour couvrir la retraite de l'armée vers l'ouest.

## Après la guerre
Après la fin de la guerre de Sécession, Wilcox reçoit une offre pour un commandement en tant que général de brigade dans l'armée Égyptienne, mais il refuse. En 1886, le président des États-Unis Grover Cleveland nomme Wilcox en tant que chef de la division du chemin de fer pour le gouvernement à Washington, DC et occupe ce poste jusqu'à la retraite.
Célibataire endurci, Wilcox prend soin de la veuve de son frère et de ses jeunes enfants à la suite de la mort subite de John Wilcox en février 1865.
Wilcox meurt à l'âge de soixante-six ans à Washington, DC, et est enterré dans le cimetière d'Oak Hill. Son cortège funèbre comprend quatre anciens généraux confédérés et quatre anciens généraux de l'Union, un témoignage de l'estime qui lui est porté.